# Revue européenne des sciences sociales
La Revue européenne des sciences sociales est une revue scientifique fondée en 1963 par Giovanni Busino (it) (1932-2022) et publiée par la Librairie Droz (Genève).

## Ancien Rédacteur en chef
Massimo Borlandi (2011-2024)

## Comité de rédaction
Roberto Baranzini (Université de Lausanne) – rédacteur en chef ;
François Allisson (Université de Lausanne) ; 
Max Engammare (Directeur de la Librairie Droz) ; 
Vinvent Guillin (Université du Québec à Montréal) ; 
Éva Lelièvre (INED, Paris) ;  
Jean-Yves Pranchère (Université libre de Bruxelles) ; 
Nicolas Tietze (Hamburger Stiftung zur Förderung von Wissenschaft und Kultur);
Ingrid Tucci (Aix-Marseille Université).

## Derniers numéros
- 58-1 | 2020 Varia
- 58-2 | 2020 Varia et Dossier : La Pensée populiste
- 59-1 | 2021 Varia
- 59-2 | 2021 Varia et Dossier : L'Europe des valeurs
- 60-1 | 2022 Varia
- 60-2 | 2022 Varia
- 61-1 | 2023 Varia et Dossier : Gaston Bouthoul: de la sociologie à la polémologie
- 61-2 | 2023 Numéro spécial: Vilfredo Pareto (1848-1923)
- 62-1 | 2024 Varia
- 62-2 | 2024 Varia et Dossier : L’Encyclopédie nouvelle de Pierre Leroux et Jean Reynaud

### Note
1. ↑  Revue bilingue franco-anglaise, la Revue européenne des sciences sociales a adopté depuis 2011 comme sous-titre European Journal of Social Sciences. Elle n'est pas à confondre avec la revue du même nom publiée par les éditions FRDN Incorporated et qui à son siège aux Seychelles, laquelle publie très majoritairement des articles de langue anglaise peu tournés vers l'Europe.